# Sarcocornia
Sarcocornia es un género de plantas suculentas tolerantes a sal de costas marinas. Comprende 22 especies descritas y de estas, solo 8 aceptadas.

## Taxonomía
El género fue descrito por (Duval-Jouve ex Moss) A.J.Scott y publicado en  Botanical Journal of the Linnean Society 75(4): 366. 1977[1978].

## Especies aceptadas
A continuación se brinda un listado de las especies del género Sarcocornia aceptadas hasta octubre de 2012, ordenadas alfabéticamente. Para cada una se indica el nombre binomial seguido del autor, abreviado según las convenciones y usos.

## Especies
- Sarcocornia alpini (Lag.) Rivas Mart.
- Sarcocornia blackiana (Ulbr.) A.J.Scott Australia
- Sarcocornia fruticosa (L.) A.J.Scott
- Sarcocornia globosa Paul G.Wilson Australia
- Sarcocornia neei (Lag.) M.A.Alonso & M.B.Crespo
- Sarcocornia pacifica  (Standl.) A.J.Scott EE. UU.
- Sarcocornia perennis (Mill.) A.J.Scott EE. UU.
  - Sarcocornia perennis subsp. alpini (Lag.) Castrov.
  - Sarcocornia perennis subsp. perennis
- Sarcocornia pulvinata (R.E.Fr.) A.J.Scott
- Sarcocornia quinqueflora (Bunge ex Ung.-Sternb.) A.J.Scott Australia
  - Sarcocornia quinqueflora subsp. quinqueflora
  - Sarcocornia quinqueflora subsp. tasmanica'
- Sarcocornia utahensis (Tidestr.) A.J.Scott  oeste de EE. UU.
- Sarcocornia armandosa Golfo de México